# Sergio Benet
Sergio Benet (n. en Avellaneda, 6 de febrero de 1959) es un exfutbolista argentino. Jugó en Defensores de Belgrano, El Porvenir, Tigre y Los Andes. Fue Asistente Técnico de Jorge Ginarte Belgrano, Atlanta, Deportivo Cuenca, Gimnasia y Tiro,Los Andes, Atlético Rafaela, Defensa y Justicia y Sarmiento. Dirigió  Tigre, Dock Sud, JJUU San Luis, All Boys, San Telmo, Juventud de Pergamino,Villa Mitre , El Porvenir , Deportivo Español ,  Dock Sud , Deportivo Español , Dock Sud, El Porvenir,  juveniles de Independiente, juveniles de San Lorenzo de  Almagro, Vice Director de Escuela de DT NICOLAS AVELLANEDA
- Datos: Q6125343